# Las Vegas, Yoro
Las Vegas är en ort i Honduras.   Den ligger i departementet Departamento de Yoro, i den centrala delen av landet, 110 km norr om huvudstaden Tegucigalpa. Las Vegas ligger 512 meter över havet och antalet invånare är 1 308.
Terrängen runt Las Vegas är kuperad åt sydväst, men åt nordost är den bergig. Runt Las Vegas är det ganska glesbefolkat, med 40 invånare per kvadratkilometer. Närmaste större samhälle är Yorito, 18,7 km öster om Las Vegas. Omgivningarna runt Las Vegas är en mosaik av jordbruksmark och naturlig växtlighet.